# الدوري الإنجليزي لكرة القدم 1904–05
الدوري الإنجليزي لكرة القدم 1904–05 (بالإنجليزية: 1904–05 Football League)‏ هو موسم من دوري كرة القدم الإنجليزي. فاز فيه نيوكاسل يونايتد.